# Lejkowcowate

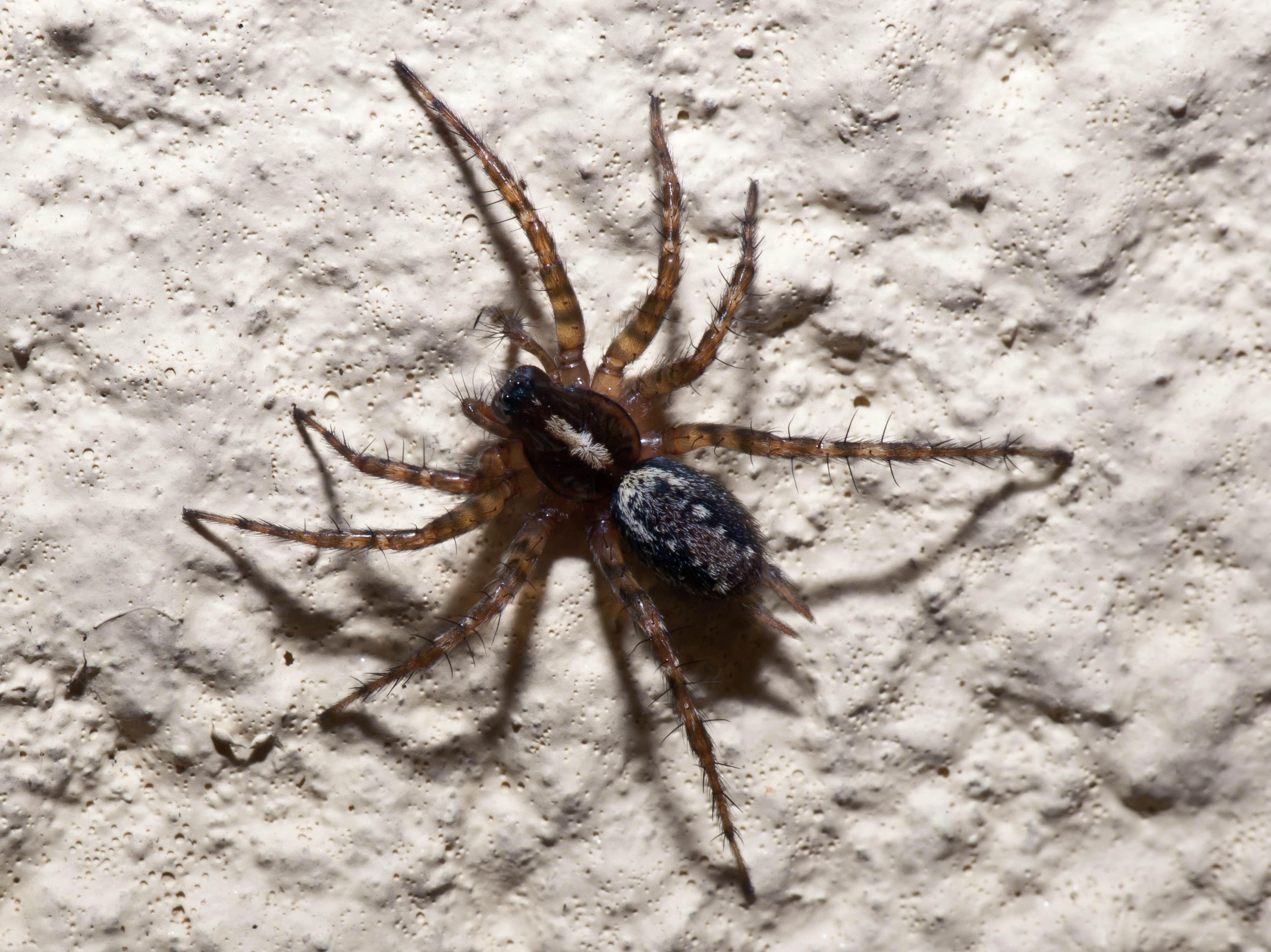
Textrix denticulata

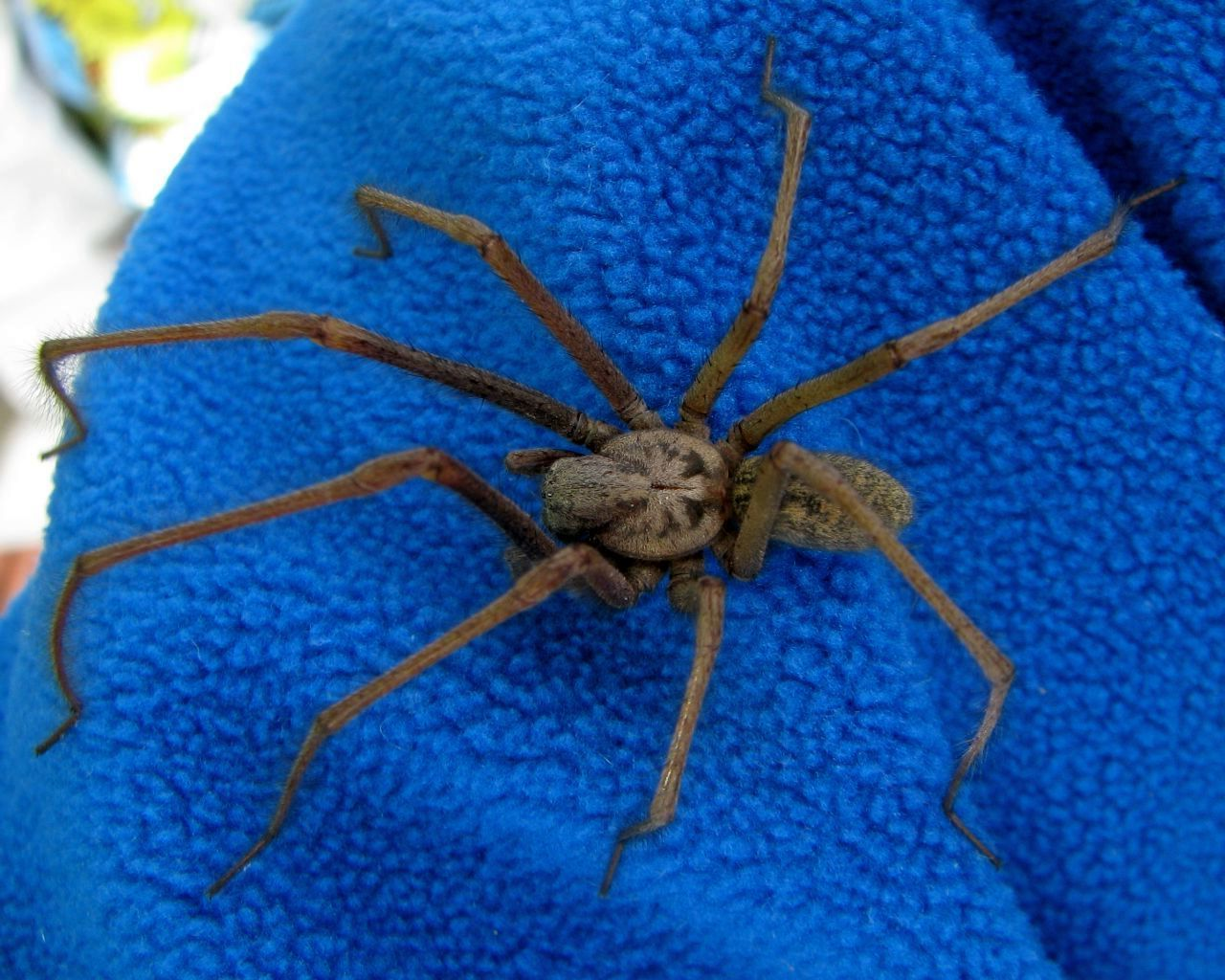
Kątnik większy

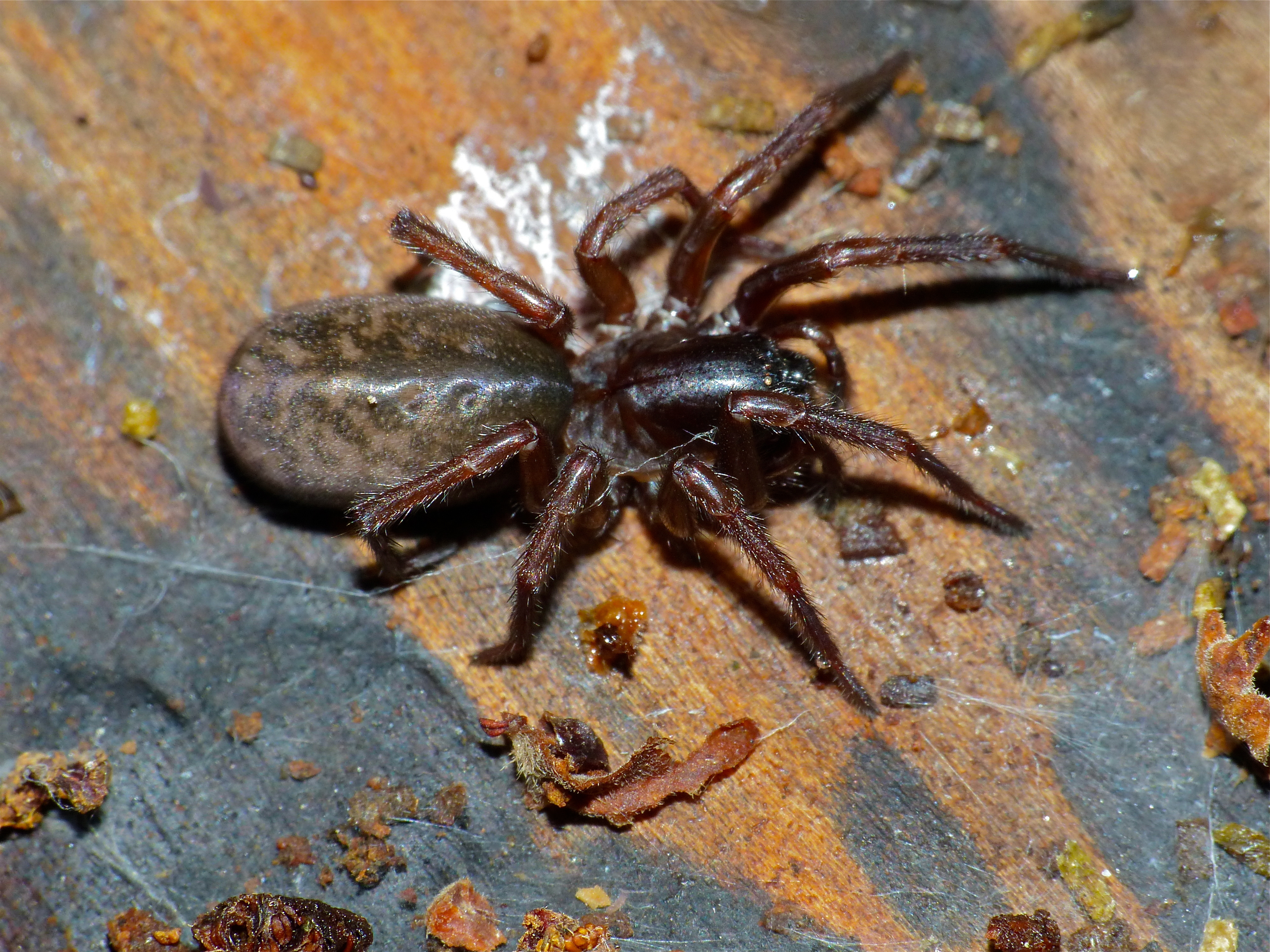
Norosz ziemny

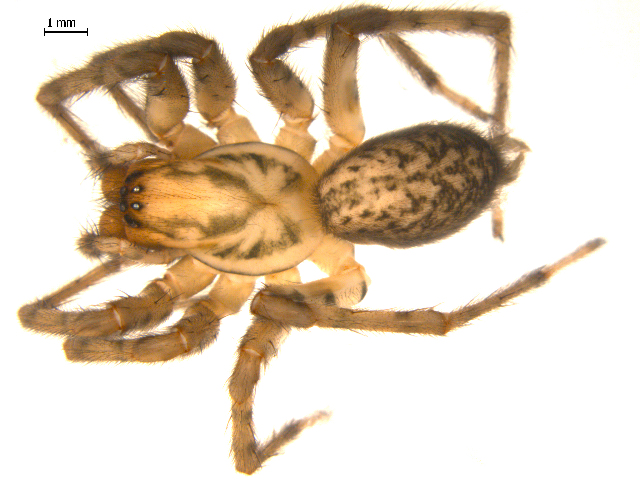
Coras lamellosus

Lejkowcowate (Agelenidae) – rodzina pająków z podrzędu Opisthothelae. Obejmuje 1200 opisanych gatunków. Kosmopolityczna. Jej przedstawiciele tkają płachtowate sieci łowne z lejkiem mieszkalnym.

## Morfologia
Pająki małych do średnich rozmiarów, przy czym u kątnika większego dochodzić mogą do 18 mm długości ciała i około 100 mm rozpiętości odnóży. Mają osiem oczu w dwóch poziomych rzędach po cztery. Stopy mają wyposażone w trzy pazurki i trichobotria o rozmiarach zwiększających się ku wierzchołkowi stopy. Z wyjątkiem rodzaju Tamgrinia brak u nich siteczka przędnego. Stożeczek u Ageleninae jest parzysty, zaś u Coelotinae go brak. Przetchlinki tchawek leżą blisko kądziołków przędnych i często są trudno dostrzegalne. Kądziołki tylnych par są dwuczłonowe, dłuższe niż przednich.

## Biologia i występowanie
Rodzina kosmopolityczna, ale w Ameryce Południowej występują tylko 3 gatunki. W Polsce stwierdzono 11 (zobacz: lejkowcowate Polski).
Sieci łowne tych pająków są poziome, płachtowate, na jednym z końców wyposażone w lejek, w którym przesiaduje pająk. Budowane są m.in. wśród roślinności, skał, w jaskiniach i budynkach. U rodzajów Agelena, Tegenaria czy Eratigena sieci osiągają dość pokaźne rozmiary, podczas gdy u Coelotinae są małe. W ciasnych miejscach sieć może być bardziej lejkowata, a pod kamieniami wręcz rurkowata.
W rodzajach Tegeneria i Eratigena znaleźć można gatunki synantropijne. Niektóre z rodzaju Agelena należą do pająków społecznych.
Niemal wszystkie gatunki lejkowcowatych są niegroźne dla ludzi, choć ugryzienie kątnika wiejskiego (Eratigena agrestis) może być groźne z medycznego punktu widzenia i są dowody, że może wywoływać zmiany martwicze. Jednak kwestia ta nadal podlega dyskusji.

## Taksonomia
Rodzina ta wprowadzona została w 1837 roku przez C.L. Kocha jako Agelenides. W 1850 autor ten podzielił ją na 3 podrodziny: Eigentliche Trichterspinnen, Wanderspinnen i Wasserspinnen. W 1869 Thorell wprowadził podział na podrodziny: Amaurobiinae, Agaleninae i Argyronetinae. Simon w swoich pracach z przełomu XIX i XX wieku dzielił ją na 4 podrodziny: Nicodaminae, Cybaeinae, Hahniae i Ageleninae. Każda z nich ma obecnie status osobnej rodziny, a tym który pierwszy zawęził koncept lejkowcowatych do Ageleninae w sensie Simona, był w 1967 Lehtinen. Badania z XXI wieku wskazują również na zasadność zaliczania do lejkowcowatych podrodziny Coelotinae, choć bywała ona klasyfikowana w sidliszowatych. Ogólnie relacje filogenetyczne w obrębie lejkowcowatych pozostają jednak słabo poznane.
Według danych z początku 2017 do rodziny tej zalicza się 1223 opisanych gatunków z 74 rodzajów:

- Acutipetala Dankittipakul et Zhang, 2008
- Agelena Walckenaer, 1805
- Agelenella Lehtinen, 1967
- Agelenopsis Giebel, 1869
- Ageleradix Xu et Li, 2007
- Agelescape Levy, 1996
- Ahua Forster et Wilton, 1973
- Allagelena Zhang, Zhu et Song, 2006
- Alloclubionoides Paik, 1992
- Aterigena Bolzern, Hänggi et Burckhardt, 2010
- Azerithonica Guseinov, Marusik et Koponen, 2005
- Barronopsis Chamberlin et Ivie, 1941
- Benoitia Lehtinen, 1967
- Bifidocoelotes Wang, 2002
- Calilena Chamberlin et Ivie, 1941
- Coelotes Blackwall, 1841
- Coras Simon, 1898
- Draconarius Ovtchinnikov, 1999
- Eratigena Bolzern, Burckhardt et Hänggi, 2013
- Femoracoelotes Wang, 2002
- Flexicoelotes Chen, Li et Zhao, 2015
- Hadites Keyserling, 1862
- Himalcoelotes Wang, 2002
- Histopona Thorell, 1869
- Hoffmannilena Maya-Morales et Jiménez, 2016
- Hololena Chamberlin et Gertsch, 1929
- Huangyuania Song et Li, 1990
- Huka Forster et Wilton, 1973
- Hypocoelotes Nishikawa, 2009
- Inermocoelotes Ovtchinnikov, 1999
- Iwogumoa Kishida, 1955
- Kidugua Lehtinen, 1967
- Leptocoelotes Wang, 2002
- Lineacoelotes Xu, Li et Wang, 2008
- Longicoelotes Wang, 2002
- Lycosoides Lucas, 1846
- Mahura Forster et Wilton, 1973
- Maimuna Lehtinen, 1967
- Malthonica Simon, 1898
- Melpomene O. Pickard-Cambridge, 1898
- Mistaria Lehtinen, 1967
- Neoramia Forster et Wilton, 1973
- Neorepukia Forster et Wilton, 1973
- Neotegenaria Roth, 1967
- Neowadotes Alayón, 1995
- Notiocoelotes Wang, Xu et Li, 2008
- Novalena Chamberlin et Ivie, 1942
- Olorunia Lehtinen, 1967
- Oramia Forster, 1964
- Oramiella Forster et Wilton, 1973
- Orepukia Forster et Wilton, 1973
- Orumcekia Koçak et Kemal, 2008
- Papiliocoelotes Zhao et Li, 2016
- Paramyro Forster et Wilton, 1973
- Pireneitega Kishida, 1955
- Platocoelotes Wang, 2002
- Porotaka Forster et Wilton, 1973
- Pseudotegenaria Caporiacco, 1934
- Robusticoelotes Wang, 2002
- Rothilena Maya-Morales et Jiménez, 2013
- Rualena Chamberlin et Ivie, 1942
- Sinocoelotes Zhao et Li, 2016
- Spiricoelotes Wang, 2002
- Tamgrinia Lehtinen, 1967
- Tararua Forster et Wilton, 1973
- Tegecoelotes Ovtchinnikov, 1999
- Tegenaria Latreille, 1804
- Textrix Sundevall, 1833
- Tikaderia Lehtinen, 1967
- Tonsilla Wang et Yin, 1992
- Tortolena Chamberlin et Ivie, 1941
- Tuapoka Forster et Wilton, 1973
- Urocoras Ovtchinnikov, 1999
- Wadotes Chamberlin, 1925